# GMG Airlines
GMG Airlines — упразднённая авиакомпания Бангладеш со штаб-квартирой в Дакке, работавшая в сфере пассажирских перевозок внутри страны и за её пределами. Первая авиакомпания Бангладеш, принадлежавшая частному капиталу. В 2009 году была выкуплена инвестиционной группой Beximco и получила существенные вливания наличностью.
Портом приписки перевозчика и его главным транзитными узлом (хабом) являлся международный аэропорт Шахджалал в Дакке.
28 марта 2012 года GMG Airlines объявила о временном прекращении полётов в связи с ожиданием поступления в эксплуатацию новых самолётов. Деятельность была возобновлена в конце того же года, однако спустя несколько месяцев компания признала себя банкротом.

## История
GMG Airlines была основана в 1997 году и начала операционную деятельность 6 апреля следующего года с осуществления пассажирских перевозок по внутренним маршрутам. На рынок международных перевозок компания вышла 8 сентября 2004 года, запустив регулярный рейс между Читтагонгом и Колкатой.
20 октября 2006 года GMG Airlines ввела регулярные маршруты в Бангкок, Дели и Катманду, 24 января следующего года — в Куала-Лумпур, 1 октября 2008 года — ежедневные рейсы в Дубай, а в июле 2010 года авиакомпания начала выполнять регулярные перевозки в Джидду и Эр-Рияд.
В феврале 2008 года GMG Airlines ввела в эксплуатацию первый широкофюзеляжный самолёт Boeing 747-300 (взятый в лизинг), однако спустя несколько месяцев прекратила на нём полёты по причине резкого роста цен на авиационное топливо.
17 июня 2009 года крупнейший конгломерат компаний Бангладеш Beximco выкупил 50 % акций авиакомпании, затем провёл её ребрендинг и начал постепенное приведения предоставляемого перевозчиком сервиса к международным стандартам.
28 марта 2012 года GMG Airlines объявила о приостановке всех полётов в связи с ожиданием обновления флот авиакомпании.
В конце 2012 года авиакомпания объявила о своём банкротстве.

## Маршрутная сеть
Непосредственно перед остановкой деятельности в марте 2012 года авиакомпания выполняла регулярные перевозки из Дакки в Колкату и Читтагонг.

## Флот
В марте 2012 года воздушный флот авиакомпании GMG Airlines составляли следующие самолёты:
Ранее авиакомпания эксплуатировала один Boeing 737-800 (с винглетами), один Boeing 747-300 и три самолёта Boeing 767-300ER.